# Ischnoptera rehni
Ischnoptera rehni es una especie de cucaracha del género Ischnoptera, familia Ectobiidae. Fue descrita científicamente por Hebard en 1926.
Habita en Guyana, Surinam, Guayana Francesa, Brasil y Perú.